# Beinn Udlamain
Beinn Udlamain är ett berg i Storbritannien.   Det ligger i kommunen Perth and Kinross och riksdelen Skottland, i den norra delen av landet, 600 km norr om huvudstaden London. Toppen på Beinn Udlamain är 1 011 meter över havet.
Terrängen runt Beinn Udlamain är huvudsakligen kuperad. Trakten runt Beinn Udlamain är nära nog obefolkad, med mindre än två invånare per kvadratkilometer. Det finns inga samhällen i närheten. Omgivningarna runt Beinn Udlamain är i huvudsak ett öppet busklandskap.